# 河外背景光
河外背景光（英語：extragalactic background light，EBL）是由於恆星形成過程加上活躍星系核（AGNs）的活動累積在宇宙中形成的瀰漫性輻射。這種輻射涵蓋的波長範圍在0.1～1000微米（這些是紫外線、光學、和紅外電磁頻譜的範圍）。河外背景光被定義為涵蓋整體電磁頻譜的瀰漫河外背景輻射（DEBRA，diffuse extragalactic background radiation）的一部分，繼宇宙微波背景輻射之後，河外背景光是第二高的彌漫背景能量，因而成為了解宇宙能量平衡必要的條件。
對河外背景光的了解也是研究非常高能（VHE, 30 GeV-30 TeV）天文學的基礎。來自宇宙距離的VHE光子會被成對產生的河外背景光的光子稀釋。因此，在研究VHE來源的內在屬性上，有必要知道河外背景光的光譜能量分布（SED，spectral energy distribution）。

## 觀測
直接測量河外背景光是一件艱難的任務，主要是因為黃道光的亮度遠高於河外背景光。不同的團隊宣稱曾在可見光測量到河外背景光，也有在近紅外線。然而，這些不同的分析似乎都被黃道光汙染了。最近，有兩個獨立的各別團體使用不同的技術，都宣稱測量到了未被黃道光汙染的河外背景光。
也有其它的技術可以抑制背景光的極限，或許可以從深空星系測量其下限。在另一方面，河外星系源的VHE觀測可以設定河外背景光的上限。